# Australische Badmintonmeisterschaft 1954
Die Australische Badmintonmeisterschaft 1954 fand in Perth statt. Es war die 13. Austragung der Badmintontitelkämpfe von Australien.	

## Titelträger
| Disziplin    | Sieger                     |
| ------------ | -------------------------- |
| Herreneinzel | Don Murray                 |
| Dameneinzel  | Amy Pincott                |
| Herrendoppel | Cliff Cutt Ian Hutchinson  |
| Damendoppel  | Peggy Grant Margaret Foord |
| Mixed        | Allan McCabe Peggy Grant   |